# Transformers: Robots in Disguise (anime, 2001)
A Transformers: Robots in Disguise (トランスフォーマー カーロボット; Hepburn: Toransufōmā: Kā Robotto; Transformers: Car Robots) 2001-től 2002-ig vetített japán animesorozat, amely a Studio Gallop és a Nihon Ad Systems gyártásában készült. Az animét Osamu Sekita rendezte, a producerei Hisashi Kato, Juro Sugimura, Makiko Iwata és Shigerou Sugimura voltak. Japánban 2000. április 5. és 2000. december 27. között a TV Tokyo tűzte műsorára. Az Egyesült Királyságban a Fox Kids vetítette. Az Egyesült Államokban a Fox Kids, a Fox Box és az UniMás sugározta.

## Ismertető
Az történet főhősei, a Transformers robotok.
Az autobotok itt is az álcák ellenségei. 
Egy csomó minden megváltozott: a sorozatban pl. a jól ismert Űrdongó helyett egy új karaktert, Hot Shotot reklámozták. Valamint Optimus egy tűzoltóautó, míg Megatron egy predakon.

## Szereplők
| Szereplő      | Angol hang     | Japán hang        | Leírás |
| ------------- | -------------- | ----------------- | ------ |
| Optimus Prime | Neil Kaplan    | Satoshi Hashimoto |        |
| Ultra Magnus  | Kim Strauss    | Takashi Matsuyama |        |
| Omega Prime   | Daniel Riordan | Satoshi Hashimoto |        |
| Megatron      |                |                   |        |
| Hot Shot      |                |                   |        |
| Jazz          |                |                   |        |

## Epizódok
| #   | Angol cím                      | Japán cím                          | Amerikai premier     | Japán premier        | Író                                           | Rendező                     | Gyártási kód |
| --- | ------------------------------ | ---------------------------------- | -------------------- | -------------------- | --------------------------------------------- | --------------------------- | ------------ |
| 1.  | Battle Protocol!               | 初出動! ファイヤーコンボイ         | 2001. szeptember 8.  | 2000. április 5.     | Junki Takegami (JP) Tom Wyner (US)            | Yoshiaki Tsutsui Akira Katō |              |
| 2.  | An Explosive Situation         | 高速バトル! ゲルシャーク           | 2001. szeptember 10. | 2000. április 12.    | Junki Takegami (JP) Tom Wyner (US)            | Yoshiaki Tsutsui Akira Katō |              |
| 3.  | Bullet Train to the Rescue     | 合体せよ! 新幹線ロボ               | 2001. szeptember 12. | 2000. április 19.    | Yukiyoshi Ōhashi (JP) Steve Kramer (US)       | Akira Katō                  |              |
| 4.  | Spychangers to the Rescue      | 忍者ロボ! スパイチェンジャー参上   | 2001. szeptember 13. | 2000. április 26.    | Kazuhiko Gōdo (JP) Richard Epcar (US)         | Yoshiaki Tsutsui            |              |
| 5.  | The Hunt for Black Pyramid     | 決死のジャンプ! マッハアラート     | 2001. szeptember 14. | 2000. május 3.       | Tadashi Hayakawa (JP) Marc Handler (US)       | Akira Katō                  |              |
| 6.  | The Secret of the Ruins        | ギガトロンの襲撃!                  | 2001. október 11.    | 2000. május 10.      | Junki Takegami (JP) Tom Wyner (US)            | Yoshiaki Tsutsui            |              |
| 7.  | Sideburn's Obsession           | スピードブレイカーの危機!          | 2001. szeptember 15. | 2000. május 17.      | Yukiyoshi Ōhashi (JP) Richard Epcar (US)      | Akira Katō                  |              |
| 8.  | Secret Weapon: D-5             | 謎の兵器! D5                       | 2001. szeptember 17. | 2000. május 24.      | Kazuhiko Gōdo (JP) Marc Handler (US)          | Yoshiaki Tsutsui            |              |
| 9.  | Mirage's Betrayal              | カウンターアローの裏切り!?         | 2001. szeptember 18. | 2000. május 31.      | Tadashi Hayakawa (JP) Richard Epcar (US)      | Akira Katō                  |              |
| 10. | Skid Z's Choice                | 爆走! インディーヒート!!           | 2001. szeptember 19. | 2000. június 7.      | Junki Takegami (JP) Tom Wyner (US)            | Yoshiaki Tsutsui            |              |
| 11. | Tow-Line Goes Haywire          | 駐車違反だ! レッカーフック         | 2001. szeptember 20. | 2000. június 14.     | Yukiyoshi Ōhashi (JP) Matthew V. Lewis (US)   | Akira Katō                  |              |
| 12. | The Ultimate Robot Warrior     | 究極! 大仏トランスフォーマー       | 2001. szeptember 21. | 2000. június 21.     | Kazuhiko Gōdo (JP) Richard Epcar (US)         | Yoshiaki Tsutsui            |              |
| 13. | Hope for the Future            | ギガトロンの野望を暴け!            | 2001. október 26.    | 2000. június 28.     | Junki Takegami (JP) Tom Wyner (US)            | Osamu Sekita                |              |
| 14. | The Decepticons                | 敵? 味方!? ブラックコンボイ        | 2001. szeptember 22. | 2000. július 5.      | Junki Takegami (JP) Tom Wyner (US)            | Akira Katō                  |              |
| 15. | Commandos                      | 5体合体! バルディガス              | 2001. szeptember 24. | 2000. július 12.     | Yukiyoshi Ōhashi (JP) Marc Handler (US)       | Yoshiaki Tsutsui            |              |
| 16. | Volcano                        | 対決! ふたりのコンボイ!            | 2001. szeptember 25. | 2000. július 19.     | Tadashi Hayakawa (JP) Tom Wyner (US)          | Akira Katō                  |              |
| 17. | Attack from Outer Space        | 正義に目覚めよ! ブラックコンボイ   | 2002. január 12.     | 2000. július 26.     | Kazuhiko Gōdo (JP) Matthew V. Lewis (US)      | Yoshiaki Tsutsui            |              |
| 18. | The Test                       | 正義に目覚めよ! ブラックコンボイ   | 2001. szeptember 26. | 2000. augusztus 2.   | Junki Takegami (JP) Tom Wyner (US)            | Akira Katō                  |              |
| 19. | The Fish Test                  | 秘密作戦! ゲルシャーク             | 2001. szeptember 27. | 2000. augusztus 9.   | Yukiyoshi Ōhashi (JP) Marc Handler (US)       | Yoshiaki Tsutsui            |              |
| 20. | Wedge's Short Fuse             | 熱血戦士! ビルドマスター           | 2001. szeptember 28. | 2000. augusztus 16.  | Junki Takegami (JP) Richard Epcar (US)        | Akira Katō                  |              |
| 21. | Landfill                       | 四体合体! ビルドキング             | 2002. június 22.     | 2000. augusztus 23.  | Yukiyoshi Ōhashi (JP) Richard Epcar (US)      | Yoshiaki Tsutsu             |              |
| 22. | Sky-Byte Saves the Day         | 正義の味方? ゲルシャーク           | 2002. június 23.     | 2000. augusztus 30.  | Tadashi Hayakawa (JP) Matthew V. Lewis (US)   | Akira Katō                  |              |
| 23. | A Test of Metal                | 狙われたビルドマスター             | 2001. szeptember 29. | 2000. szeptember 6.  | Kazuhiko Gōdo (JP) Richard Epcar (US)         | Yoshiaki Tsutsui            |              |
| 24. | Ultra Magnus                   | 登場! ゴッドマグナス               | 2001. október 6.     | 2000. szeptember 13. | Junki Takegami (JP) Tom Wyner (US)            | Akira Katō                  |              |
| 25. | Ultra Magnus: Forced Fusion!"" | 強制合体! ゴッドファイヤーコンボイ | 2001. október 13.    | 2000. szeptember 20. | Junki Takegami (JP) Matthew V. Lewis (US)     | Yoshiaki Tsutsui            |              |
| 26. | Lessons of the Past            | 集結せよ! 新戦士たち               | 2001. december 14.   | 2000. szeptember 27. | Junki Takegami (JP) Tom Wyner (US)            | Osamu Sekita                |              |
| 27. | The Two Faces of Ultra Magnus  | 絶体絶命! カーロボ3兄弟            | 2001. október 20.    | 2000. október 4.     | Yukiyoshi Ōhashi (JP) Michael McConnohie (US) | Akira Katō                  |              |
| 28. | Power to Burn!""               | 発動! ダブルマトリクス             | 2001. október 19.    | 2000. október 11.    | Tadashi Hayakawa (JP) Tom Wyner (US)          | Yoshiaki Tsutsui            |              |
| 29. | Fortress Maximus               | 浮上! サイバトロンシティ           | 2001. október 27.    | 2000. október 18.    | Kazuhiko Gōdo (JP) Richard Epcar (US)         | Akira Katō                  |              |
| 30. | Koji Gets His Wish             | JRX 対 バルディガス                | 2001. november 3.    | 2000. október 25.    | Junki Takegami (JP) Richard Epcar (US)        | Yoshiaki Tsutsui            |              |
| 31. | A Friendly Contest             | ゲルシャークの罠                   | 2001. november 10.   | 2000. november 1.    | Yukiyoshi Ōhashi (JP) Matthew V. Lewis (US)   | Akira Katō                  |              |
| 32. | Peril from the Past            | 最後の鍵? さよならアイ             | 2001. november 17.   | 2000. november 8.    | Tadashi Hayakawa (JP) Michael McConnohie (US) | Yoshiaki Tsutsui            |              |
| 33. | Maximus Emerges                | 奪われたプラズマ                   | 2002. február 16.    | 2000. november 15.   | Kazuhiko Gōdo (JP) Tom Wyner (US)             | Akira Katō                  |              |
| 34. | The Human Element              | ブレイブマキシマスの謎             | 2002. február 23.    | 2000. november 22.   | Junki Takegami (JP) Tom Wyner (US)            | Yoshiaki Tsutsu             |              |
| 35. | Mystery of the Ultra Magnus    | ゲルシャークの憂鬱                 | 2002. március 30.    | 2000. november 29.   | Junki Takegami (JP) Tom Wyner (US)            | Osamu Sekita                |              |
| 36. | Mistaken Identity              | ブラックコンボイの野望             | 2002. március 2.     | 2000. december 6.    | Yukiyoshi Ōhashi (JP) Michael McConnohie (US) | Akira Katō                  |              |
| 37. | Surprise Attack!""             | ブレイブマキシマスの起動!          | 2002. március 9.     | 2000. december 13.   | Tadashi Hayakawa (JP) Tom Wyner (US)          | Yoshiaki Tsutsui            |              |
| 38. | Galvatron's Revenge            | 逆襲! デビルギガトロン!            | 2002. március 16.    | 2000. december 20.   | Junki Takegami (JP) Richard Epcar (US)        | Akira Katō                  |              |
| 39. | The Final Battle               | 最後の戦い! ファイヤーコンボイ     | 2002. március 23.    | 2000. december 27.   | Junki Takegami (JP) Tom Wyner (US)            | Yoshiaki Tsutsui            |              |